# Skellefteå tingslags valkrets
Skellefteå tingslags valkrets var i valet till andra kammaren 1908 en egen valkrets med ett mandat. Valkretsen omfattade de mellersta och norra delarna av Skellefteå kommun, med undantag för Skellefteå stad som vid denna tid ingick i Umeå, Skellefteå och Piteå valkrets. 
Vid införandet av proportionellt valsystem inför valet 1911 avskaffades valkretsen och uppgick i Västerbottens läns norra valkrets.

## Riksdagsman
- Per Zimdahl, lmp (1909–1911)

## Valresultat

### 1908
| Andrakammarvalet i Sverige 1908: Skellefteå tingslags valkrets | Andrakammarvalet i Sverige 1908: Skellefteå tingslags valkrets | Andrakammarvalet i Sverige 1908: Skellefteå tingslags valkrets | Andrakammarvalet i Sverige 1908: Skellefteå tingslags valkrets | Andrakammarvalet i Sverige 1908: Skellefteå tingslags valkrets |
| Kandidat                                                       | Kandidat                                                       | Röster                                                         | Röster                                                         | Röster                                                         |
| Kandidat                                                       | Kandidat                                                       | Antal                                                          | %                                                              | +− %                                                           |
| -------------------------------------------------------------- | -------------------------------------------------------------- | -------------------------------------------------------------- | -------------------------------------------------------------- | -------------------------------------------------------------- |
|                                                                | Per Zimdahl                                                    | 969                                                            | 61,6                                                           |                                                                |
|                                                                | Anton Brännström (liberal)                                     | 602                                                            | 38,3                                                           |                                                                |
|                                                                | Övriga kandidater                                              | 1                                                              | 0,1                                                            | —                                                              |
| Antal giltiga röster                                           | Antal giltiga röster                                           | 1 572                                                          |                                                                |                                                                |
| Kasserade röster                                               | Kasserade röster                                               | 11                                                             |                                                                |                                                                |
| Totalt                                                         | Totalt                                                         | 1 583                                                          |                                                                |                                                                |

Valet hölls den 6 september 1908. Valkretsen hade 34 994 invånare den 31 december 1907, varav 3 286 eller 9,4 % var valberättigade. 1 583 personer deltog i valet, ett valdeltagande på 48,2 %.